# Annals of Noninvasive Electrocardiology
Annals of Noninvasive electrocardiology is een internationaal peer-reviewed wetenschappelijk tijdschrift op het gebied van de cardiologie. Het wordt uitgegeven door Blackwell Publishing namens de International Society for Holter and Noninvasive Electrocardiology (ISHNE). Het eerste nummer verscheen in januari 1996.